# 39 Andromedae
39 Andromedae este o stea din constelația Andromeda.